# Lineáris és logikai következmény tétele
A {\displaystyle cx\leq \gamma } logikai következménye a {\displaystyle Qx\leq b}-nek, ha az egyenlőtlenségrendszer minden megoldása az egyenlőtlenségnek is megoldása. Ez azzal egyenértékű, hogy a {\displaystyle Qx\leq b} megoldáshalmaza teljes egészében a {\displaystyle cx\leq \gamma } zárt féltérben van.
A {\displaystyle cx\leq \gamma } lineáris következménye a {\displaystyle Qx\leq b}-nek, ha van olyan {\displaystyle y\geq 0} {\displaystyle yQ=c} és {\displaystyle yb\leq \gamma .}
A lineáris és logikai következmények tétele azt mondja ki, hogy ez a két fogalom ekvivalens. A tételnek számos alkalmazása van a lineáris optimalizálásban.

## A tétel bizonyítása
Tegyük fel, hogy a {\displaystyle cx\leq \gamma } egyenlőtlenség lineáris következménye az általánosabb
{\displaystyle Px-0+Ax_{1}=b_{0}} {\displaystyle Qx_{0}+Bx_{1}\leq b_{1}} {\displaystyle x_{1}\geq 0}
egyenlőtlenségrendszernek. Megmutatjuk, hogy logikai is.
A következmény lineáris, ezért van {\displaystyle y\geq 0} {\displaystyle y_{0}P+y_{1}Q=c_{0}} {\displaystyle y_{0}A+y_{1}B\geq c_{1}y_{1}\geq 0} {\displaystyle yb\leq \gamma .}
Ekkor az általánosabb egyenlőtlenségrendszer bármely x megoldására
{\displaystyle cx=c_{0}x_{0}+c_{1}x_{1}\leq [(y_{0},y_{1}){\begin{pmatrix}P\\Q\end{pmatrix}}]x_{0}+[(y_{0},y_{1}){\begin{pmatrix}A\\B\end{pmatrix}}]x_{1}=}{\displaystyle =yMx=y_{0}[Px_{0}+Ax_{1}]+y_{1}[Qx_{0}+Bx_{1}]\leq y_{0}b_{0}+y_{1}b_{1}=yb\leq \gamma .}
Tehát a lineáris következmény logikai is.
A másik irány bizonyítása nehezebb. Először az egyszerűbb rendszerre látjuk be, hogy a logikai következmény lineáris is, majd ezt általánosítjuk tovább.
A logikai következmény lineáris, ha van y, {\displaystyle y\geq 0}
Ehhez tekintsük először az {\displaystyle R=\{x:Qx\leq b\}} poliédert, és tegyük fel, hogy nem üres.
Ha a logikai következmény lineáris, akkor van y, hogy
{\displaystyle y\geq 0} {\displaystyle yQ=c} {\displaystyle yb\leq \gamma .}
Ha indirekt nincs ilyen y, akkor a Farkas-lemma balról szorzós alakja miatt van
{\displaystyle (x,\alpha ),} hogy {\displaystyle \alpha \geq 0,} {\displaystyle Qx-\alpha b\leq 0} {\displaystyle cx-\alpha \gamma >0.}
Ha {\displaystyle \alpha >0,} akkor leosztva feltehető, hogy {\displaystyle \alpha =1.} Ekkor az egyenlőség ekvivalens a
{\displaystyle Qx\leq b} {\displaystyle cx>\gamma }
rendszerrel. De ekkor x létezése cáfolja, hogy {\displaystyle cx\leq \gamma } logikai következmény lenne.
Ha feltesszük, hogy {\displaystyle \alpha =0,} akkor szintén ellentmondást kapunk.
Ekkor ugyanis az egyenlőség ekvivalens a
{\displaystyle Qx\leq 0} {\displaystyle cx>0} rendszerrel.
Ekkor minden {\displaystyle z\in R} vektorra, és {\displaystyle \lambda >0} számra {\displaystyle z+\lambda x\in R.} Így {\displaystyle c(z+\lambda x)} akármekkora lehet, és {\displaystyle cx\leq \gamma } nem logikai következmény.
Ezzel kész az egyszerűbb rendszer esete.
Ha P is van, akkor a lineáris következmény alakja:
{\displaystyle cx\leq \gamma }
és van {\displaystyle y=(y_{0},y_{1})} {\displaystyle y_{1}\geq 0} {\displaystyle y_{0}P+y_{1}Q=c} {\displaystyle yb\leq \gamma }
A {\displaystyle Px=b_{0}} egyenlőségrendszert egyenlőtlenségekbe téve {\displaystyle Px\leq b_{0}} {\displaystyle Px\geq b_{0}} lesz.
Felhasználva az egyszerű esetet:
van {\displaystyle (y_{0}^{1},y_{0}^{2},y_{1})\geq 0} {\displaystyle y_{0}^{1}P+y_{0}^{2}(-P)+y_{1}Q=c} és {\displaystyle y_{0}^{1}b_{0}+y_{0}^{2}(-b_{0})+y_{1}\leq \gamma .} Ekkor {\displaystyle y_{0}=y_{0}^{1}-y_{0}^{2}} jó lesz.
Az általános alakhoz a B mátrix alá az egységmátrix negatívját, a Q mátrix alá a megfelelő méretű nullmátrixot írjuk, és a b1 vektort nulla koordinátákkal egészítjük ki. Az előző esetet alkalmazva éppen az általános alakú lineáris következménnyel ekvivalens.